# ضیاءآباد
ضیاءآباد یکی از شهرهای شهرستان تاکستان واقع در استان قزوین است. این شهر در فاصله ۶۰ کیلومتری جنوب غربی شهر قزوین واقع شده و جمعیت آن در سال۱۴٠۴ بالغ بر ۱۶۰۰۰ نفر است. زبان مردم ضیاآباد ترکی آذربایجانی است.این شهر به عنوان مهم‌ترین تولیدکننده گردو در استان قزوین شناخته می‌شود.

## آثار تاریخی
از آثار تاریخی شهر ضیاءآباد می‌توان به امامزاده ولی به شماره ثبت ۲۶۲۱ مربوط به دوران صفویه و امامزاده کمال به شماره ثبت ۳۳۱۶ متعلق به امپراتوری تیموری در قرن ۹ قمری اشاره نمود.
قیز قلعه نیز یکی از آثار تاریخی در فاصله ۱۵ کیلومتری ضیاءآباد متعلق به دوران قبل از ساسانیان است.
هفت حوض برای قبل از پیدایش طلا 

## سوغاتی های ضیاءآباد
از سوغاتی‌های این شهر می‌توان به گردو، انگور، کشمش و شیره انگور اشاره نمود. این شهر یکی از قدیمی‌ترین بخش‌ها و شهرهای استان قزوین می‌باشد.